# ماجدة صالح
ماجدة صالح (توفيت 11 يونيو 2023) أول راقصة باليه مصرية. التحقت بأولى دفعات المعهد العالي للباليه في مصر الذي تأسس ضمن معاهد أكاديمية الفنون في مصر عام 1958، ثم حصلت مع أربع زميلات لها على منحة دراسية في أكاديمية بولشوي في موسكو عام 1963، وبعد عودتهن إلى مصر قدّمن عام 1966 بحضور جمال عبد الناصر أول عرض باليه في تاريخ مصر، مكون من أربعة فصول بعنوان نافورة بختشي سراي. نالت بعد العرض وسام الاستحقاق، ثم تسلمت إدارة دار الأوبرا عام 1987 وشغلت في العام نفسه منصب عمادة المعهد العالي للباليه. تعد أشهر راقصة باليه مصرية وعربية في ستينيات القرن العشرين.